# 박원상의 묘
박원상의 묘(朴元象의 墓)는 대전광역시 동구 대별동에 있는 고려시대의 무덤이다. 2000년 2월 18일 대전광역시의 문화재자료 제42호로 지정되었다.

## 개요
박원상(朴元象)은 고려말의 문신으로 본관은 순천이다. 고려시대 공조전서를 역임하였으나 자세한 이력은 전하지 않으며 사육신인 박팽년의 증조인 점으로 보아 고려말의 인물로 추정된다.
그의 묘는 순천박씨의 묘 중 후손에 의해 그 직계 선조의 묘임이 확인된 것 중 가장 오래된 것이라 한다. 따라서 박원상의 묘는 순천박씨의 연원을 밝히는 데 있어서 중요한 자료가 된다. 또한, 동시에 순천박씨의 대전 입향(入鄕) 시기 및 대전 세거(世居)를 밝히는데 있어서도 매우 긴요한 자료가 된다.
순천박씨는 고려 개국공신 영규(英規)를 시조로 삼으나 이후의 계보는 실전(失傳)되어 잘 알 수 없고, 고려말 대제학을 지낸 숙정(叔貞)을 중시조로 삼고 있는데 그가 박원상의 아버지이다. 박원상에게는 수생(首生), 장생(長生), 안생(安生), 이생(易生) 등의 아들이 있으며, 이 가운데 안생과 아들 중림(仲林)이 각각 박팽년의 할아버지와 아버지가 된다.

## 같이 보기
- 박원상
- 무덤

## 참고 자료
- 박원상의묘 - 국가유산청 국가유산포털